# چاقادام بولاک (تاجیکستان)
چاقادام بولاک (تاجیکستان) (به لاتین: Chakadam-Bulak) یک منطقهٔ مسکونی در تاجیکستان است که در ولایت سغد واقع شده‌است.